# Văn Cẩm
Văn Cẩm là một xã cũ của huyện Hưng Hà, tỉnh Thái Bình, Việt Nam.
Xã có tổng diện tích đất tự nhiên 4,352 km2, dân số năm 2016 là 7.215 người.

## Địa lý
Văn Cẩm nằm ở phía Đông Bắc huyện Hưng Hà, phía Bắc tiếp giáp xã Duyên Hải, phía Tây tiếp giáo xã Hùng Dũng, phía Tây Nam tiếp giáp xã Thống Nhất, phía Nam - Đông Nam tiếp giáp xã Đông Đô, phía Đông Bắc tiếp giáp xã Bắc Sơn.

## Lịch sử
Theo Nghị quyết số 1666/NQ-UBTVQH15 ra tháng 6 năm 2025, sáp nhập tỉnh Thái Bình vào tỉnh Hưng Yên, giải thể đơn vị hành chính cấp huyện Hưng Hà, thành lập xã Diên Hà trên cơ sở sáp nhập toàn bộ diện tích và dân số 3 xã Duyên Hải, Văn Cẩm và Quang Trung.

## Hành chính
Văn Cẩm có 5 thôn (làng) gồm: Trần Xá, Gia Lạp, Truy Đình, Mỹ Đình và Ngọc Liễn. Thế kỷ 19, các làng Ngọc Liễn, Mỹ Đình, Truy Đình thuộc tổng Hà Lý, làng Trần Xá, Gia Lạp thuộc tổng Thượng Bái, phủ Tiên Hưng (tức phủ Tân Hưng) trấn Sơn Nam Hạ (sau thuộc tỉnh Hưng Yên - thời nhà Nguyễn và rồi Thái Bình khi tỉnh Thái Bình được thành lập).

## Giao thông
Văn Cẩm có đường ĐH60 (đường huyện) chạy qua và về phía Nam xã có đường Thái Hà (đường Quốc Lộ mới: Thái Bình - Hà Nam, từ năm 2022 đổi tên thành đường tỉnh 468) đi sát qua thôn Gia Lạp.

## Văn hóa - giáo dục
Xã có 2 tôn giáo song hành là Phật giáo và Thiên Chúa giáo. Xã có 4 chùa, 3 nhà thờ (trong đó có 1 nhà thờ Xứ). Có 3 nhà sư trụ trì 3 chùa, 1 linh mục trụ trì Xứ (xứ Mỹ Đình).
Về giáo dục, xã có 2 trường: Trường Tiểu học và Trung học cơ sở Kỳ Đồng, Trường Mầm non Kỳ Đồng.

## Danh nhân
Văn Cẩm là nơi sinh ra Nhà trí sỹ yêu nước - Danh nhân văn hoá Kỳ Đồng - Nguyễn Văn Cẩm (08/10/1875 - 17/7/1929).